# Voices (песня Туссе)
Voices (с англ. — «Голоса») — песня шведского певца Туссе, представленная на конкурсе «Евровидение-2021».

## Евровидение
3 декабря 2020 года шведское телевидение объявило, что песня «Voices» входит в число 28 песен, выбранных для участия в мелодических фестивалях 2021 года. Песню исполняет Туссе, который бежал из Конго в Швецию в 2010 году. В 2019 году он прославился в Швеции, когда выиграл кастинг-шоу Idol. «Voices» стартовал 20 февраля 2021 года в 3-м полуфинале Melodifestivalen. Песня выиграла полуфинал и вышла в финал 13 марта. В финале одержал победу, получив в общей сложности 175 очков.
17 ноября 2020 года Европейский вещательный союз объявил, что порядок запуска, запланированный на 2020 год Евровидения, будет сохранен. Таким образом, Швеция выступит в первой половине первого полуфинала 18 мая 2021 года. 30 марта было объявлено, что Швеция выйдет под номером 4. Страна смогла выйти в финал, состоявшийся 22 мая. В финале песня заняла 14-е место, прервав серию топ-10 лучших песен от Швеции с 2013 года, тем самым дав стране самый низкий результат за последние восемь лет.

## Позиции в чартах
| Страна                                     | Высшая позиция |
| ------------------------------------------ | -------------- |
| Бельгия/Фландрия (Ultratip Bubbling Under) | 11             |
| Ireland (IRMA)                             | 99             |
| Lithuania (AGATA)                          | 19             |
| Нидерланды (Single Top 100)                | 56             |
| Norway (VG-lista)                          | 11             |
| Швеция (Sverigetopplistan)                 | 1              |
| Швейцария (Schweizer Hitparade)            | 66             |
| Великобритания (OCC UK Singles Downloads)  | 31             |